# Nani Gaitán
Encarnación Gaitán López más conocida como Nani Gaitán (Córdoba, 18 de agosto de 1976) es una modelo y presentadora de televisión española.

## Biografía
Inició sus pasos presentándose al certamen de Miss Córdoba en 1997. Un certamen muy reñido en el cual solo quedó Miss Fotogenia. En aquella ocasión conoció al torero Rafi Camino, jurado del certamen, con quien tuvo una relación de dos años, lo cual catapultó su fama.
Trabajó en programas como colaboradora en Crónicas marcianas o participante en La isla de los famosos, programa que abandonó a los 8 días de comenzar.
En 2006, presentó junto al cómico Josema Yuste el programa de Televisión Española, Sábado noche. 
En 2007 participó en la sexta edición del concurso de baile ¡Mira quién baila!, resultando ganadora.
En 2008 realiza varios concursos como El verano de tu vida y El árbol de los regalos. 
En 2009 sustituye a Mónica Martínez y presenta con Antonio Hidalgo, En esta noche, un programa de variedades que se emite en la cadena autonómica de la Región de Murcia, 7 Televisión Región de Murcia.
En 2010 colabora en el programa de Telecinco, Al ataque chow, como cuentachistes y jurado del concurso que busca al mejor cuentachistes de España.
Desde 2010 a 2014, era colaboradora en ¡Qué tiempo tan feliz! de Telecinco, presentado por María Teresa Campos.
En 2017 fue pregonera del carnaval de Herencia.
Desde el 6 de julio al 17 de julio de 2020, copresenta La tarde aquí y ahora con Juan y Medio y del 17 de agosto al 28 de agosto de 2020, con Rafael Cremades en Canal Sur Televisión.

## Trayectoria

### Televisión
| Año                                             | Programa                                                    | Cadena               | Notas          |
| ----------------------------------------------- | ----------------------------------------------------------- | -------------------- | -------------- |
| 2023                                            | Atrápame si puedes                                          | Canal Sur            | Participante   |
| 2020                                            | La tarde aquí y ahora                                       | Canal Sur            | Copresentadora |
| 2014                                            | El gran queo                                                | Canal Sur            | Invitada       |
| 2010-2014                                       | ¡Qué tiempo tan feliz!                                      | Telecinco            | Colaboradora   |
| 2010                                            | Al ataque chow                                              | Telecinco            | Jurado         |
| 2010                                            | I Love Escassi                                              | Telecinco            | Jurado         |
| 2010                                            | Lo que diga la rubia                                        | Cuatro               | Colaboradora   |
| 2009                                            | Password                                                    | Cuatro               | Invitada       |
| 2009                                            | Sálvame                                                     | Telecinco            | Colaboradora   |
| 2009                                            | En esta noche                                               | 7RM                  | Copresentadora |
| 2008                                            | Gala FAO 2008: ¡Mira quién baila!                           | La 1                 | Participante   |
| 2008                                            | Grand Prix del verano                                       | FORTA                | Invitada       |
| 2008                                            | El árbol de los regalos                                     | Antena 3             | Presentadora   |
| 2008                                            | El verano de tu vida                                        | Antena 3             | Presentadora   |
| 2007                                            | Gala FAO 2007                                               | La 1                 | Participante   |
| 2007                                            | ¡Mira quién baila!                                          | La 1                 | Concursante    |
| 2006                                            | Tan a gustito                                               | La 1                 | Invitada       |
| 2006                                            | Sábado noche                                                | La 1                 | Copresentadora |
| 2005 y 2006                                     | Ankawa                                                      | La 1                 | Invitada       |
| 2005                                            | Splunge                                                     | La 1                 | Invitada       |
| 2003-2005                                       | Crónicas marcianas                                          | Telecinco            | Colaboradora   |
| 2003                                            | Verano 3                                                    | Antena 3             | Presentadora   |
| 2003                                            | La isla de los famosos                                      | Antena 3             | Concursante    |
| 2003                                            | Sabor a ti                                                  | Antena 3             | Invitada       |
| 2002-2003                                       | Campanadas 2002, desde la Plaza de las Tendillas, (Córdoba) | Canal Sur            | Copresentadora |
| 2002                                            | Vaya.com                                                    | Canal Sur            | Colaboradora   |
| 2002; 2004; 2006; 2008; 2009; 2010; 2011 y 2012 | Pasapalabra                                                 | Antena 3 y Telecinco | Invitada       |
| 2002                                            | Esta es mi historia                                         | La 1                 | Invitada       |
| 2001-2002                                       | Campanadas 2001, desde la Plaza de las Tendillas, (Córdoba) | Canal Sur            | Copresentadora |
| 2001 y 2006                                     | Furor                                                       | Antena 3 y FORTA     | Invitada       |
| 2001                                            | Noche de fiesta                                             | La 1                 | Copresentadora |
| 2000-2001                                       | Cara o Cruz                                                 | Telecinco            | Copresentadora |
| 2000-2001                                       | Humor se escribe con h                                      | La 1                 | Copresentadora |
| 2000                                            | El bus                                                      | Antena 3             | Colaboradora   |
| 2000                                            | Gente con chispa                                            | Canal Sur            | Invitada       |
| 1999-2000                                       | Quédate conmigo                                             | Telecinco            | Colaboradora   |